# Viciria diademata
Viciria diademata es una especie de araña saltarina del género Viciria, familia Salticidae. Fue descrita científicamente por Simon en 1902.
Habita en India.